# Szerhij Olekszandrovics Ribalka
Szerhij Olekszandrovics Ribalka (ukránul: Сергій Олександрович Рибалка; Zaporizzsja, 1990. április 1. –) ukrán válogatott labdarúgó, a Dinamo Kijiv játékosa.
Az ukrán válogatott tagjaként részt vett a 2016-os Európa-bajnokságon.

## Sikerei, díjai
Dinamo Kijiv
- Ukrán bajnok (2): 2014–15, 2015–16
- Ukrán szuperkupa (1): 2014–15

Ukrajna U19
- U19-es Európa-bajnok (1): 2009